# Jet Manrho
Jet Manrho (Drenthe, 1959) is een Nederlands schrijver, redacteur en cultureel ondernemer. Ze is vooral bekend als oprichter en hoofdredacteur van het kindertijdschrift BoekieBoekie en het kindermuseum Villa Zebra in Rotterdam.

## Levensloop
Jet Manrho is geboren in Drenthe. Na de mavo in Hoogeveen, ging ze een jaar naar de highschool in het Amerikaanse Kalamazoo. In Meppel ging ze in 1981 van de havo naar de pedagogische academie. Na haar kandidaatsexamen aan de Rijksuniversiteit Groningen in 1985, studeerde ze in 1988 af in de onderwijskunde aan de Universiteit van Amsterdam.
In 1991 richtte Manrho het BoekieBoekie op in Rotterdam op de Kop van Zuid, het eerste kunst- en literatuurmuseum voor kinderen. De gelijknamige krant werd een tijdschrift, waar ze bijna dertig jaar lang hoofdredacteur bleef. Het BoekieBoekie-museum was een inspirerend voorbeeld voor het Haagse Letterkundige Museum, tegenwoordig het Literatuurmuseum. In 1992 maakte ze er ook een rondreizend kinderboekenmuseum van. Eind jaren 1990 nam ze het initiatief tot het Rotterdamse kindermuseum Villa Zebra. Er werd ook een jaarlijkse prijs ingesteld, de BoekieBoekie-prijs, voor opmerkelijke verdienste op het gebied van het kinderboek. En in 2006 werd voor het eerst de stArt Award uitgereikt: een internationale prijs voor debutant illustratoren.
Naast deze culturele ondernemingen schrijft Manrho gedichten, korte verhalen, hoorspelen en columns voor o.a. Chris Natuurlijk (RTV)
In 1997 is Jet Manrho onderscheiden met een Laurenspenning voor de "Heel inspirerende bijdrage geleverd door op bevlogen en originele wijze de jeugd te betrekken bij de lees- en beeldcultuur van onze tijd." Voor Villa Zebra, het kindermuseum in Rotterdam nam ze in 2002 de Job Dura Prijs in ontvangst. In 2016 ontving ze de onderscheiding Ridder in de Orde van Oranje-Nassau: "Een duizendpoot met één allesomvattende grote liefde iedereen overtuigen van het belang om kinderen te laten kennismaken met de wereld van kunst en literatuur… Bevlogen, origineel, effectief en vol spannende ideeën. Streeft altijd naar het beste en is bent niet bang een heel eigen koers te varen."

## Publicaties, een selectie
- Jet Manrho, Scheepsbouw, een bouwplaat in het groot, 1989
- Jet Manrho (redactie), Duizend-en-een-brieven van het BoekieBoekie-museum, 1993
- Jet Manrho (redactie), Gedichten aan de Muur, 2000
- Jet Manrho, Wendy Panders Rotterdam viert de stad!: 4 stadse wandelroutes voor kinderen, 2016